# Spathipora sertum
Spathipora sertum is een mosdiertjessoort uit de familie van de Spathiporidae. De wetenschappelijke naam van de soort is voor het eerst geldig gepubliceerd in 1866 door Fischer.